# Limosina lugubris
Limosina lugubris är en tvåvingeart som beskrevs av Dufour 1839. Limosina lugubris ingår i släktet Limosina och familjen hoppflugor.
Artens utbredningsområde är Frankrike. Inga underarter finns listade i Catalogue of Life.